# Schlacht bei Buzenval
Weißenburg – Spichern – Wörth – Colombey – Straßburg – Toul – Mars-la-Tour – Gravelotte – Metz – Beaumont – Noisseville – Sedan – Sceaux – Chevilly – Bellevue – Artenay – Châtillon – Châteaudun – Le Bourget – Coulmiers – Amiens – Beaune-la-Rolande – Villepion – Loigny und Poupry – Orléans – Villiers – Beaugency – Nuits – Hallue – Bapaume – Villersexel – Le Mans – Lisaine – Saint-Quentin – Buzenval – Paris – Belfort
Die Schlacht bei Buzenval, zwischen Paris und Versailles, fand am 19. Januar 1871 im Deutsch-Französischen Krieg zwischen dem V. Korps des General von Kirchbach der deutschen 3. Armee unter dem Oberkommando von Prinz Friedrich Wilhelm von Preußen und der französischen Nationalgarde sowie weiteren Verbänden der Pariser Verteidigungsarmee unter General Louis Jules Trochu statt. In einigen Quellen wird diese Auseinandersetzung auch als „Schlacht bei Saint-Cloud“ oder „Schlacht am Mont Valérien“ bezeichnet.

## Das Fort Mont Valérien
Der Berg Mont Valérien westlich von Paris erreicht eine Höhe von ca. 200 Meter über dem Meeresspiegel und liegt oberhalb der Ortschaften Puteaux und Suresnes in einem Bogen der Seine. Um 1830 wurde dort anstelle einer älteren Wallfahrtskirche ein modernes Fort errichtet. Dieses galt als die wichtigste Befestigung der inneren Befestigungslinie von Paris. Das Fort war ein Fünfeck mit ungefähr 400 Meter langen Polygonseiten. Es war unter anderem mit einem 21 cm-Marinegeschütz bestückt und ermöglichte es, auf Grund seiner überhöhten Lage, von hier aus Ausfälle vorzubereiten und zu unterstützen.

## Ausfall vom 21. Oktober 1870

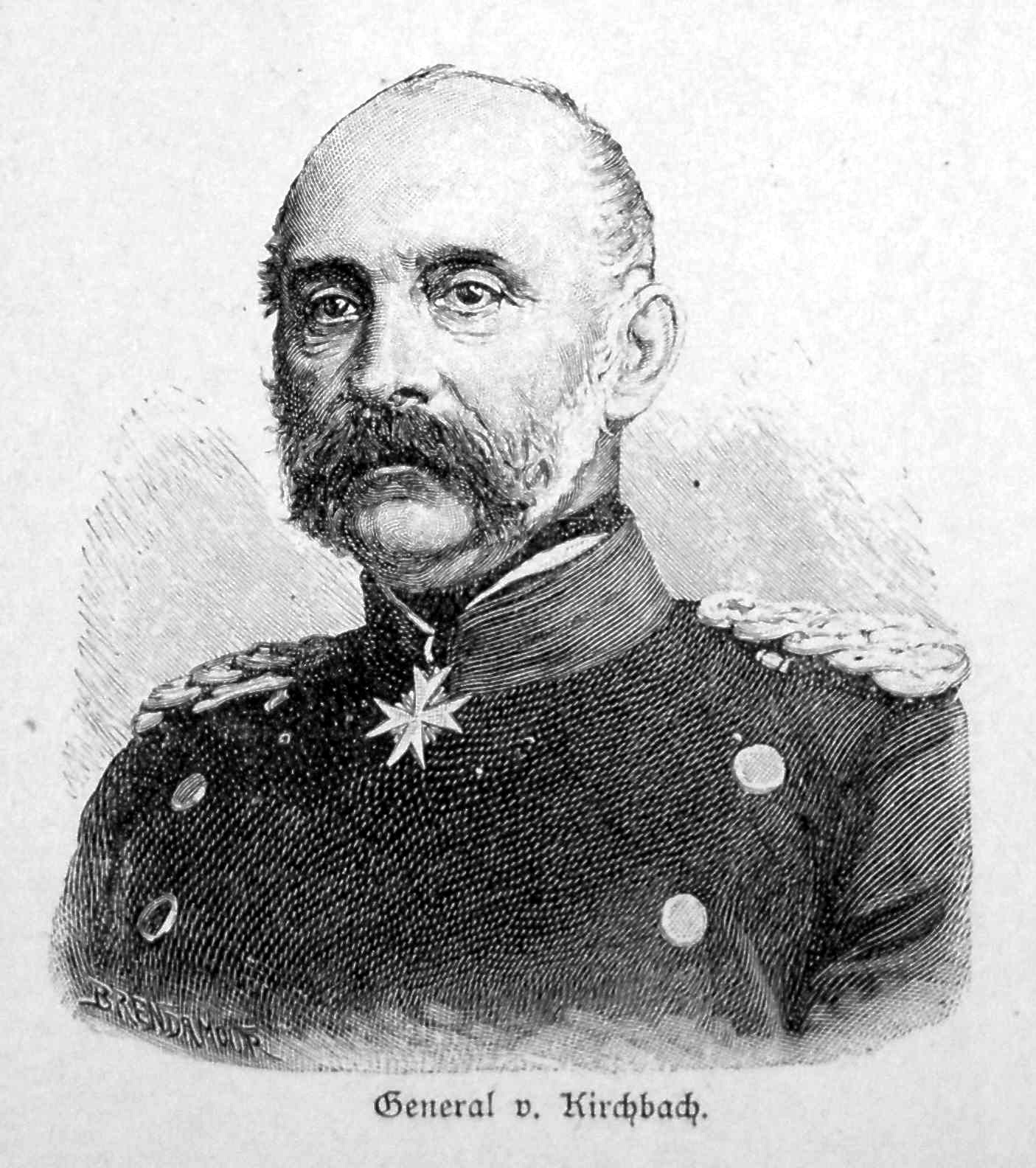
General Hugo von Kirchbach

Am 21. Oktober 1870 unternahmen ca. zwölf Bataillone mit insgesamt 40 Feldgeschützen einen Ausfall gegen die deutschen Stellungen. Zwei Batterien feuerten in Richtung St. Cloud und La Celle um Lücken in die preußische Vorpostenkette zu reißen. Ihnen gegenüber standen die Truppen der 9. und 10. Division vom V. Korps unter von Kirchbach. Diese Verbände erhielten dabei noch Unterstützung durch das 1. Garde-Landwehr-Regiment und nach einiger Zeit auch noch durch die Artillerie vom IV. Korps von der anderen Seite des Seinebogens. Der Hauptstoß der Franzosen zielte auf Malmaison und Bougival. Obwohl das Mitrailleusen- und Geschützfeuer sehr stark gewesen sein soll, konnte kein Durchbruch erreicht werden. Trotz der großen eigenen Überlegenheit wurde das preußische Hauptquartier in Versailles alarmiert und König Wilhelm beobachtete mit Kronprinz Friedrich das Gefecht vom Viadukt Marly aus.
Nach Kämpfen von insgesamt drei Stunden waren die Franzosen geschlagen und mussten sich in den Schutz der Festung zurückziehen. Die Franzosen verloren über 100 Gefangene und zwei Feldgeschütze, die deutschen Verluste wurden als gering bezeichnet. Die Anzahl der Gefallenen und Verwundeten ist nicht belegt. Jedoch spricht Kronprinz Friedrich in seinem Tagebuch von vier (später sechs) getöteten Offizieren und 300 Mann an Verwundeten.

## Ausfall vom 19. Januar 1871

### Ausgangssituation

Louis Jules Trochu

Seit dem 19. September 1870 wurde Paris von den deutschen Verbänden belagert. Die Verteidigungsarmee bestand zwischenzeitlich aus bis zu 120.000 Soldaten und 330.000 Mann der Nationalgarde. Nachdem bereits mehrere Ausfälle gegen die deutsche Belagerungsarmee gescheitert waren, sollten im Januar 1871 mehrere koordinierte französische Gegenoffensiven eine Wende im Krieg bringen. Angriffe aus dem Norden und Westen sollten zusammen mit einem großen Ausfall das belagerte Paris entsetzen. Gleichzeitig sollte im Südosten die neu aufgestellte Ostarmee Belfort befreien und die Nachschublinie der Belagerungsarmee durchtrennen.

### Die Schlacht
Die französischen Einheiten versuchten am 19. Januar 1871 den Ausfall in Richtung Versailles mit dem strategischen Ziel einer Vereinigung mit der Loirearmee. Die Ausfallarmee sammelte sich auf der Halbinsel Genevilliers und unter dem Schutz der Festung Mont-Valérien. Nach den Erfahrungen von Le Bourget war dies die einzig mögliche Aufmarschstellung. Der Angriff wurde mit drei Kolonnen in Richtung Südwesten gegen die deutschen Stellungen an den Höhen von Garches, Montretout (Stadtteil von Saint-Cloud) und das Schloss von Buzenval geführt. Der Aufmarsch wurde durch den zu diesem Zeitpunkt herrschenden Nebel gedeckt. Durch den Nebel oder durch Kommunikationsfehler verursacht gab es von Anfang an erhebliche Probleme in der Zusammenarbeit mit der eigenen Artillerie und den drei Kolonnen untereinander. So kam die linke Kolonne unter dem Kommando von General Auguste-Alexandre Ducrot fast drei Stunden zu spät und konnte daher nicht mehr entscheidend in das Gefecht eingreifen. Die Angriffe erreichten dennoch den Park des Schlosses Buzenval, den Ort Saint-Cloud sowie Teile der deutschen Stellungen bei Montretout. An allen diesen Punkten konnten die Anfangserfolge jedoch gegen den starken deutschen Widerstand und insbesondere die überlegene deutsche Artillerie nicht weiter ausgebaut werden. Die Gefechte waren zu diesem Zeitpunkt nicht mehr sehr weit vom Deutschen Hauptquartier bei Versailles entfernt.
Am Nachmittag begann dann der Rückzug in den Schutz der Festungsgeschütze von Paris. Die Verbände im Ort Saint-Cloud konnten ihre Stellungen noch länger erfolgreich gegen die deutschen Gegenangriffe halten, mussten sich aber am Morgen des 20. Januar zurückziehen, um einer Einschließung zu entgehen.
Für den 20. Januar war ein weiterer Angriff geplant. Die zurückgehenden Franzosen zogen sich daher nur bis zum Fort Mont Valérien zurück und sammelten sich dort für einen weiteren Angriff. Dieser unterblieb jedoch, wohl auch, weil zu diesem Zeitpunkt bekannt geworden war, dass die Loirearmee geschlagen war und das strategische Ziel einer Vereinigung nicht mehr erreicht werden konnte.

### Folgen
Die französische Gegenoffensive war an allen Punkten gescheitert. Trochu gab das Oberkommando über Paris an Joseph Vinoy ab, der die Verhandlungen über eine Kapitulation begann.

## Gedenken
Der Ausfall wurde mit einer Stärke von ca. 90.000 Mann durchgeführt. Dies waren neben den regulären Soldaten insbesondere auch Einheiten der Nationalgarde, also einfache Bürger, die sich freiwillig zur Verteidigung von Paris gemeldet hatten.
Die Zusammensetzung der Nationalgarde entsprach einer Levée en masse. Dadurch wurde diesem Gefecht in besonderem Maße Aufmerksamkeit zuteil. Unter den Freiwilligen befanden sich auch viele Wissenschaftler und Künstler. Unter ihnen befanden sich der Maler Henri Regnault (1843–1871), der Mathematiker und Polarforscher Gustave Lambert (1824–1871) und der Marquis Charles-Auguste-Ambroise de Coriolis d’Espinouse (1804–1871), die in der Schlacht den Tod fanden. Es entstand sogar eigens ein La tombe de Regnault betiteltes Lied. Eines der für die Schlacht bereits nach wenigen Jahren aufgestellten Denkmäler wurde mit einer Büste von Henri Regnault versehen.